# Vestjysk udstilling i Varde
|  | Denne artikel er oprettet af botten Steenthbot ud fra en ekstern database. Den kan derfor have sproglige fejl eller mangler. Denne skabelon kan fjernes efter kontrol af indholdet. |

Vestjysk udstilling i Varde er en dansk dokumentarisk optagelse fra 1931.

## Handling
Vestjysk udstilling i Varde by i dagene 27. juni til 6. juli 1931. Udstillingskomiteens medlemmer præsenteres foran udstillingsportalen. Luftskibet "Graff Zeppelin" flyver over udstillingen. Kong Christian X og Dronning Alexandrine besøger udstillingen. Arnbjerg Anlægget og Lundpavillonen. Folk myldrer ud af Varde Biograftheater. Markedsdag på Varde Torv, Vardeborgere foran Sillasens restaurant, Vardes ældste hus. Dyrskue. Solnedgang over Vesterhavet (tintet).

Vestjysk udstilling i Varde, II. del: Forskellige reklamer for Varde Andelsmejeri. Restauratør Charles med stab. Husholdningsforeningens stand. Slagterstand. Bagerstand. Frugtplantage. Glimt fra Haltrup teglværk. Reklame for Niro sæbe. Reklame for Ford automobiler. Stand med Daytonvægte. Shell benzin og olie. Forretnings- og næringslivet i Varde, præsentation og reklamer. Stand med sanitet. Ribe Amtstidende (Varde Avis) - egnens ældste blad.